# ヒスパニオラホラアナネズミ
ヒスパニオラホラアナネズミ（学名：Brotomys voratus）は、アメリカトゲネズミ科ハイチホラアナネズミ属に分類される齧歯類。すでに絶滅したとされる。イスパニョーラ島の固有種で熱帯から亜熱帯の低地で湿度の高い森林に生息していた。過去の分布は現在のドミニカ共和国と思われる。

## 概要
アメリカの動物学者ゲリット・スミス・ミラーよりはじめて記載される。イスパニョーラ島の貝塚遺跡で当該種の遺骸を発見した。ミラーは本種を16世紀のスペインの史学史家でサントドミンゴの植民地の市長であったゴンサロ・フェルナンデス・デ・オヴィエド・イ・ヴァルデスに「mohuy」と呼ばれた動物と同じ種と視した。
オヴィエドは1535年の著書『インド諸島の一般史および自然史』で「mohuy」について下記の通り記述した。
mohuyはフチアと比べてやや小さい動物。その色は白っぽく、灰色に近い。カシケたちとこの島の族長たちに一番重視され、高く評価される食料だった。特徴はフチアによく似ていたが、毛はより濃密で粗く（または硬く）、かなりとがっていて直立していたまたは真上に向いていた。私はこの動物を一回も見たことがなかった。ただし、多くの人が前文通りのように述べた。この島には見たことか食べたことのある人も多くいる。人々はその肉を私たちの言及した他の食肉より上質だったと称賛した。
直立する毛はアメリカトゲネズミ科の特徴。言及された「フチア」はネジレバフチア属（Quemisia）またはプエルトリコフチア属（Isolobodon）の絶滅した種と思われ、両方とも本種よりやや大きかった。
前文の通り食用性は高く評価されたが、絶滅の原因は人類の捕殺よりラットの引入と思われる。下顎骨の年代測定によると年代は340 ± 60 BP（1550年-1670年）なのでスペインによる植民地化の初期まで生き抜けたとされる。

## 分類
本種の属するホラアナネズミ亜科は西インド諸島に分布していたネズミ類で構成されており、いずれも絶滅種となっている。

### ハイチホラアナネズミとの関係
同属のハイチホラアナネズミ（B. contractus）は2005年の分類では別種として分類されているが、具体的な分類についてはさらなる研究が必要。